# Parlophone

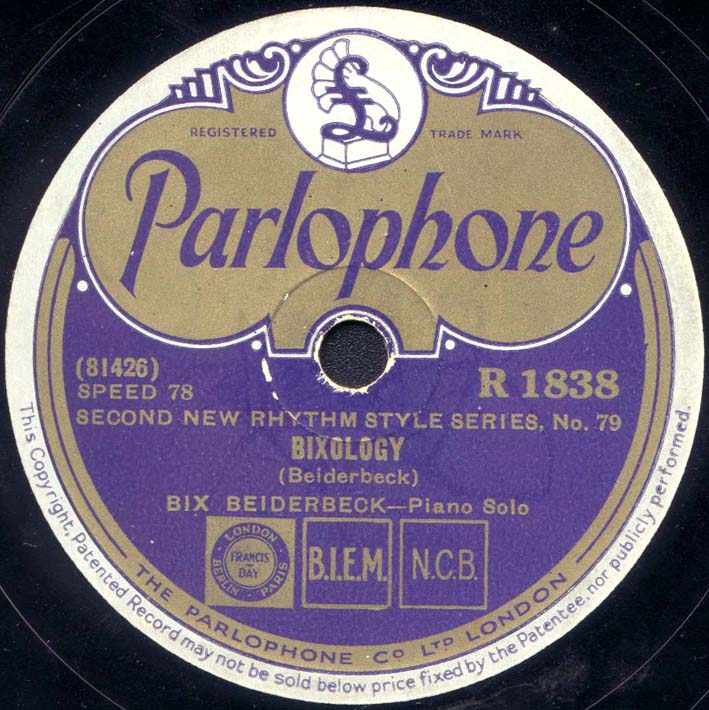
Een plaat van Parlophone.

Parlophone is een van oorsprong Duits platenlabel, in 1896 opgericht door Carl Lindström. Aanvankelijk was de naam Parlophon, maar rond 1920 werd de 'e' aan de naam toegevoegd. Van 1927 tot 2013 was het onderdeel van de Britse platenmaatschappij EMI.

## Geschiedenis
Als logo wordt het symbool ₤ gebruikt (merk op dat dit een "Duitse L" is, en niet het pond-teken £). Tijdens de Eerste Wereldoorlog was het bedrijf in Nederland gevestigd als onderdeel van de Transoceanische Handelsmaatschappij. De reden hiervoor was dat Parlophon(e) als Duits bedrijf te maken kreeg met zware exportbeperkingen. Vanuit het neutrale Nederland golden die beperkingen niet. Na de Eerste Wereldoorlog werd Parlophone weer Duits. Een van de belangrijkste huisdirigenten van Parlophone in die periode was Frieder Weissmann.
In 1923 werd een Britse tak van Parlophone opgericht. Deze zou later de meest succesvolle vestiging van Parlophone worden. Binnen enkele jaren werd het een belangrijk label voor jazzmuziek. In 1927 werden verschillende bedrijven van Lindström, inclusief Parlophone, overgenomen door  de Amerikaanse Columbia Graphophone Company. In 1931 ging Columbia een fusie aan met The UK Gramophone Company en zo ontstond EMI. Parlophone maakte automatisch deel uit van het nieuw gevormde EMI.
Onder EMI bleef Parlophone zich in eerste instantie richten op de toen zeer populaire jazzmuziek. In 1950 huurde Oscar Preuss, de 'A&R Manager' van Parlophone, George Martin in als zijn assistent. Na het pensioen van Preuss in 1955 nam Martin de A&R positie over. 
In die periode had Parlophone echter geen hoge prioriteit meer van moederbedrijf EMI. De belangrijkste artiesten verschenen op EMI-labels als Columbia, Capitol, HMV en Imperial. Op Parlophone verschenen enkele klassieke opnamen en comedy-acts.

### Succes in de jaren 60: The Beatles
Het grote succes voor Parlophone begon pas echt toen Martin in 1962 een contract tekende met The Beatles, de band die uiteindelijk de meestverkopende band aller tijden zou worden. Omdat EMI op haar poplabels al voldoende artiesten had, werd besloten de nieuwe band bij het kleine Parlophone "te parkeren". Dat pakte heel goed uit voor Parlophone, waardoor dit label in de jaren 60 een enorme opleving beleefde. Ook The Hollies kregen een contract bij Parlophone.
In die jaren werd Parlophone in Nederland nog niet vertegenwoordigd door EMI, maar door het bedrijf Stibbe. Dit was een bescheiden bedrijf dat zich specialiseerde in het distribueren van buitenlandse labels, waaronder Parlophone en het zusterlabel Odeon. Pas in het najaar van 1965 slaagde EMI in Nederland (toen nog bekend als Bovema) erin om de rechten van Parlophone (en dus ook van The Beatles) te bemachtigen.

### Na The Beatles
Nadat The Beatles in 1968 hun eigen Apple Records hadden opgericht, nam het succes van Parlophone snel af. In de jaren 70 werden alleen nog platen van Paul McCartney en zijn groep Wings op Parlophone uitgebracht. Voor de rest leidde het een slapend bestaan.
Dat veranderde eind jaren 80 toen er weer nieuwe namen via Parlophone werden uitgebracht, waaronder de Pet Shop Boys. Na 1990 gaf EMI weer meer aandacht aan het oude label, door grote namen als Queen en Duran Duran - al jaren onder contract bij EMI - voortaan bij Parlophone onder te brengen. Later werden ook nieuwe namen onder contract genomen, waaronder Radiohead, Blur, Coldplay en Kylie Minogue. In 1995 werd het debuutalbum van Supergrass  I Should Coco het best verkochte bij Parlophone uitgebrachte debuutalbum sinds Please Please Me van The Beatles.

## Gevolgen fusie Universal/EMI
In 2012 presenteerde Universal Music Group plannen om het noodlijdende EMI over te nemen. Hierdoor zou 's werelds grootste platenmaatschappij ontstaan. Zowel in Europa als in de VS leverde dat bezwaren op omdat het nieuwe bedrijf te dominant zou worden op de muziekmarkt en daardoor concurrentie zou kunnen uitsluiten. De Europese Commissie verklaarde medio 2012 dan ook dat Universal enkele onderdelen van EMI van de hand zou moeten doen om niet al te groot te worden. Een van die onderdelen was Parlophone, met uitzondering van het materiaal van The Beatles.
In februari 2013 werd bekend dat Parlophone - samen met enkele andere afgestoten EMI-onderdelen - voor 500 miljoen pond overgenomen werd door Warner Music. De activiteiten die door Warner werden overgenomen werden gebundeld in de Parlophone Label Group en omvatten de labels Parlophone, Chrysalis/Ensign, Virgin Classics en EMI Classics, plus de activiteiten van enkele Europese EMI-vestigingen. Deze vestigingen, waaronder die in België, gingen aanvankelijk verder onder de naam Parlophone Music, maar in de meeste landen (o.a. België) is de bedrijfsnaam inmiddels gewijzigd in Warner Music. In Groot-Brittannië is Parlophone nog wel actief als zelfstandig opererend label onder de Warner-paraplu.